# Vazerac
Vazerac là một làng và commune in the Tarn-et-Garonne département of Pháp, in the Midi-Pyrénées région.